# District d'Ibrány
Le district de Ibrány (en hongrois : Ibrányi járás) est un des 13 districts du comitat de Szabolcs-Szatmár-Bereg en Hongrie. Créé en 2013, il compte 23 850 habitants et rassemble 8 localités : 6 communes et 2 villes dont Ibrány, son chef-lieu.

## Localités
- Balsa
- Buj
- Gávavencsellő
- Ibrány
- Nagyhalász
- Paszab
- Tiszabercel
- Tiszatelek